# Бронепалубни крайцери тип „Едгар“
Едгар (на английски: Edgar) са серия бронепалубни крайцери от 1-ви ранг на Британския Кралски флот, построени през 1880-те – 1890-те години на 19 век. Серията е развитие на крайцерите от типа „Блейк“, тяхна по-малка и по-евтина версия. Всичко от проекта са построени 9 единици: „Едгар“ (на английски: HMS Edgar), „Кресент“ (на английски: HMS Crescent), „Ендимион“ (на английски: HMS Endymion), „Гибралтар“ (на английски: HMS Gibraltar), „Графтън“ (на английски: HMS Grafton), „Хоук“ (на английски: HMS Hawke), „Роял Артур“ (на английски: HMS Royal Arthur), „Сейнт Джордж“ (на английски: HMS St George) и „Тизиус“ (на английски: HMS Theseus). Появата на руския броненосен крайцер „Рюрик“ и новините за залагането на нови кораби от този тип, карат британското Адмиралтейство да преценят „Едгарите“ като слаби, за да се борят с новите руски рейдери. Отговор на британците стават крайцерите от типа „Паурфул“.

## Конструкция

### Въоръжение
Намалявайки проектната скорост от 22 до 20 възела, Уайт успява да вмести въоръжението на „Блейк“ (2 – 234 mm и 10 – 152 mm оръдия) в по-малка водоизместимост.
„Роял Артур“ и „Кресент“ са построени по видоизменен вариант на проекта, получавайки вместо разположена в диаметралната плоскост бакова 9-дюймовка две преместени към бордовете 6-дюймови оръдия.

### Брониране
Бронирана палуба е главната защита на крайцерите. Хоризонталният участък на палубата има дебелина 25 – 76 mm, скосовете към бордовете са с дебелина от 25 – 127 mm. Също палубата се спуска към носа и кърмата на крайцерите. Бойната рубка има дебелина на стените 305 mm. Щитовете на оръдията от главния калибър са бронирани с дебела 76 mm броня. Казематите са с дебелина 152 mm.

### Силова установка
Две парни машини с тройно разширение, 4 двойни цилиндрични котела. Запас въглища 1250 тона.

## История на службата
- HMS Edgar – заложен на 3 юни 1889 г., спуснат на вода на 23 ноември 1890 г., в строй от 2 март 1893 г.
- HMS Crescent – заложен на 13 октомври 1890 г., спуснат на вода на 30 март 1892 г., в строй от 22 февруари 1894 г.
- HMS Endymion – заложен на 21 ноември 1889 г., спуснат на вода на 22 юли 1891 г., в строй от 26 май 1894 г.
- HMS Gibraltar – заложен на 2 декември 1889 г., спуснат на вода на 27 април 1892 г., в строй от 1 ноември 1894 г.
- HMS Grafton – заложен на 1 януари 1890 г., спуснат на вода на 30 януари 1892 г., в строй от 18 октомври 1894 г.
- HMS Hawke – заложен на 17 юни 1889 г., спуснат на вода на 11 март 1891 г., в строй от 16 май 1893 г.
- HMS Royal Arthur – заложен на 20 януари 1890 г., спуснат на вода на 26 февруари 1891 г., в строй от 2 март 1893 г.
- HMS St George – заложен на 23 април 1890 г., спуснат на вода на 8 септември 1892 г., в строй от 25 октомври 1894 г.
- HMS Theseus – заложен на 16 юли 1890 г., спуснат на вода на 8 август 1892 г., в строй от 14 януари 1896 г.[4]

## Оценка на проекта
Тези изпипани и надеждни кораби носят по две 234 mm оръдия (на бакa и на ютa) и по 10 152 mm (4 на батарейната палуба в каземати и 6 на горната палуба зад щитове). Те са подходящи както за крайцерска служба, така и за разузнавателна в ескадрена формация. След служба, продължила повече от 25 години, те след Първата световна война, са предадени за скрап, с изключение на най-нещастния кораб сред тях – „Хоук“: той през 1911 г. таранира английския лайнер „Олимпик“, а през войната потъва от немско торпедо в Северно море.